# 哥倫比亞—以色列關係
哥伦比亚－以色列关系是指拉丁美洲国家哥伦比亚与中东国家以色列之间的双边关系。

## 历史
1947年，在联合国大会上，联合国大会第181号决议建议让英国授权巴勒斯坦分为一个犹太人国家和一个阿拉伯国家。哥伦比亚弃权。
1950年代中期，两国正式建立外交关系，随即互设大使馆。
1988年，以色列和哥伦比亚之间签署了主要贸易协定，两国关系得到了极大改善。2013年6月10日签署了自由贸易协定。但是，哥伦比亚尚未批准该协定，因此尚未生效。该协议降低了两国之间对工农业产品的关税，并使以色列公司和个人能够更轻松地投资哥伦比亚。2012年，以色列对哥伦比亚的出口总额约为1.43亿美元，主要包括通信设备、机械、电气和机械设备以及化学产品。
此外，以色列是哥伦比亚在该地区的主要合作伙伴。高层互访也令双边关系不断加深。2017年9月13日，以色列总理内塔尼亚胡对哥伦比亚进行了正式访问。
直到2018年，哥伦比亚是拉丁美洲仅有的几个不承认巴勒斯坦为国家的国家之一。之後哥伦比亚政府则支持巴勒斯坦和平建国。2023年10月加沙—以色列冲突爆发后，哥伦比亚总统古斯塔沃·佩特罗警告以色列，宣称将暂停与后者的外交关系，召回本国驻以色列大使，并强调哥伦比亚将向加沙地带的居民提供人道主义援助。2024年5月1日，哥伦比亚宣布与以色列断交。2024年6月8日，哥倫比亞宣布暂停向以色列出口煤炭。暂停向以色列出口煤炭的法令于8月22日生效。

## 技术合作
哥伦比亚从以色列购买了飞机、无人机、武器和情报系统。